# Ujung Tanjung II
Ujung Tanjung II is een bestuurslaag in het regentschap Lebong van de provincie Bengkulu, Indonesië. Ujung Tanjung II telt 1632 inwoners (volkstelling 2010).